# Frans Brands
Pour les articles homonymes, voir Brands.
Frans Brands, né le 31 mai 1940 à Berendrecht et mort le 9 février 2008 à Blankenberge, est un coureur cycliste belge. Professionnel de 1962 à 1972, il a été vainqueur d'étape du Tour de France 1963 et du Tour d'Italie 1965. Il a également été huitième du Tour de France 1965 et vainqueur du Tour de Luxembourg en 1967.

## Palmarès
- 1959
  - 5eb étape du Tour de Belgique amateurs (contre-la-montre)
  - 1re étape des Sex-Dagars
  - 2e du Tour de Belgique amateurs
- 1960
  - 3e du championnat de Belgique militaires sur route
- 1962
  - 3e du Grand Prix de Saint-Omer
- 1963
  - 6eb étape du Critérium du Dauphiné libéré
  - 18e étape du Tour de France
  - 2e étape du Tour de Catalogne
- 1964
  - 3e étape de Paris-Nice (contre-la-montre par équipes)
  - Grand Prix de la ville de Vilvorde
  - Grand Prix Betekom
  - Munich-Zurich
  - 6e (contre-la-montre) et 10e étapes du Tour du Portugal
  - 10e de Paris-Nice
- 1965
  - 8e étape du Tour d'Italie
  - Grand Prix de clôture
  - 3e du Grand Prix Flandria
  - 8e du Tour de France
- 1966
  - Prologue du Tour de Romandie (contre-la-montre par équipes)
  - Circuit du Brabant occidental
  - 2e du Circuit du Limbourg
  - 3e de la Puivelde Koerse
  - 3e du Grand Prix Pino Cerami
- 1967
  - Circuit des Trois Provinces (Avelgem)
  - Tour de Luxembourg :
    - Classement général
    - 1re étape

  - 5eb étape du Tour de France (contre-la-montre par équipes)
  - 3e du Grote Prijs Dr. Eugeen Roggeman
- 1968
  - Nokere Koerse
  - 3ea étape du Tour de France (contre-la-montre par équipes)
  - Grand Prix de clôture
  - 2e du Circuit de Flandre orientale
  - 2e de la Flèche des polders
- 1970
  - Puivelde Koerse
  - 3e de Bruxelles-Merchtem
- 1971
  - 3e de l'Omloop Wase Scheldeboorden

## Résultats sur les grands tours

### Tour de France
6 participations
- 1963 : 25e, vainqueur de la 18e étape
- 1964 : 70e
- 1965 : 8e
- 1966 : 33e
- 1967 : 13e, vainqueur de la 5eb étape (contre-la-montre par équipes)
- 1968 : 34e, vainqueur de la 3ea étape (contre-la-montre par équipes)

### Tour d'Italie
4 participations  
- 1964 : abandon
- 1965 : 15e, vainqueur de la 8e étape
- 1967 : 28e
- 1968 : abandon